# Lijst van personen overleden in juni 2018
Dit is een lijst van bekende personen die zijn overleden in juni 2018.

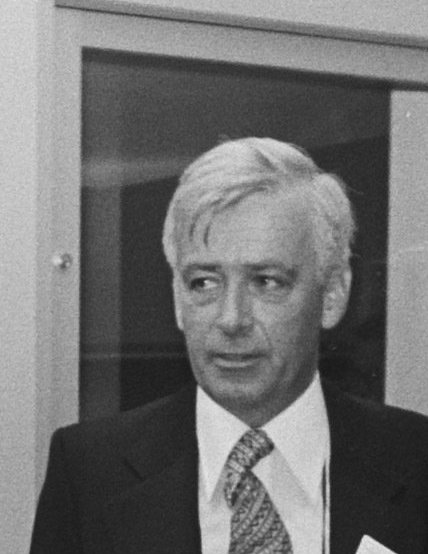
Jaap M. Hemelrijk
1 juni

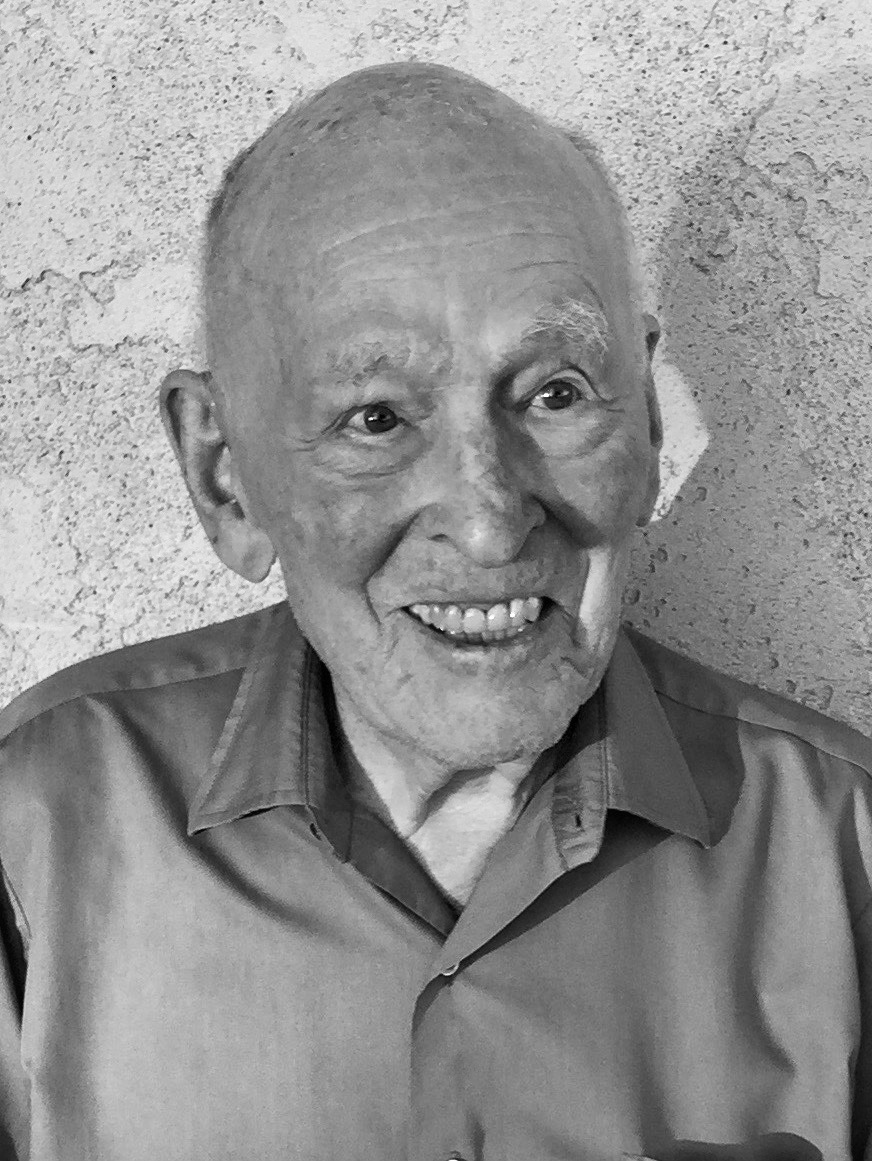
Paul D. Boyer
2 juni

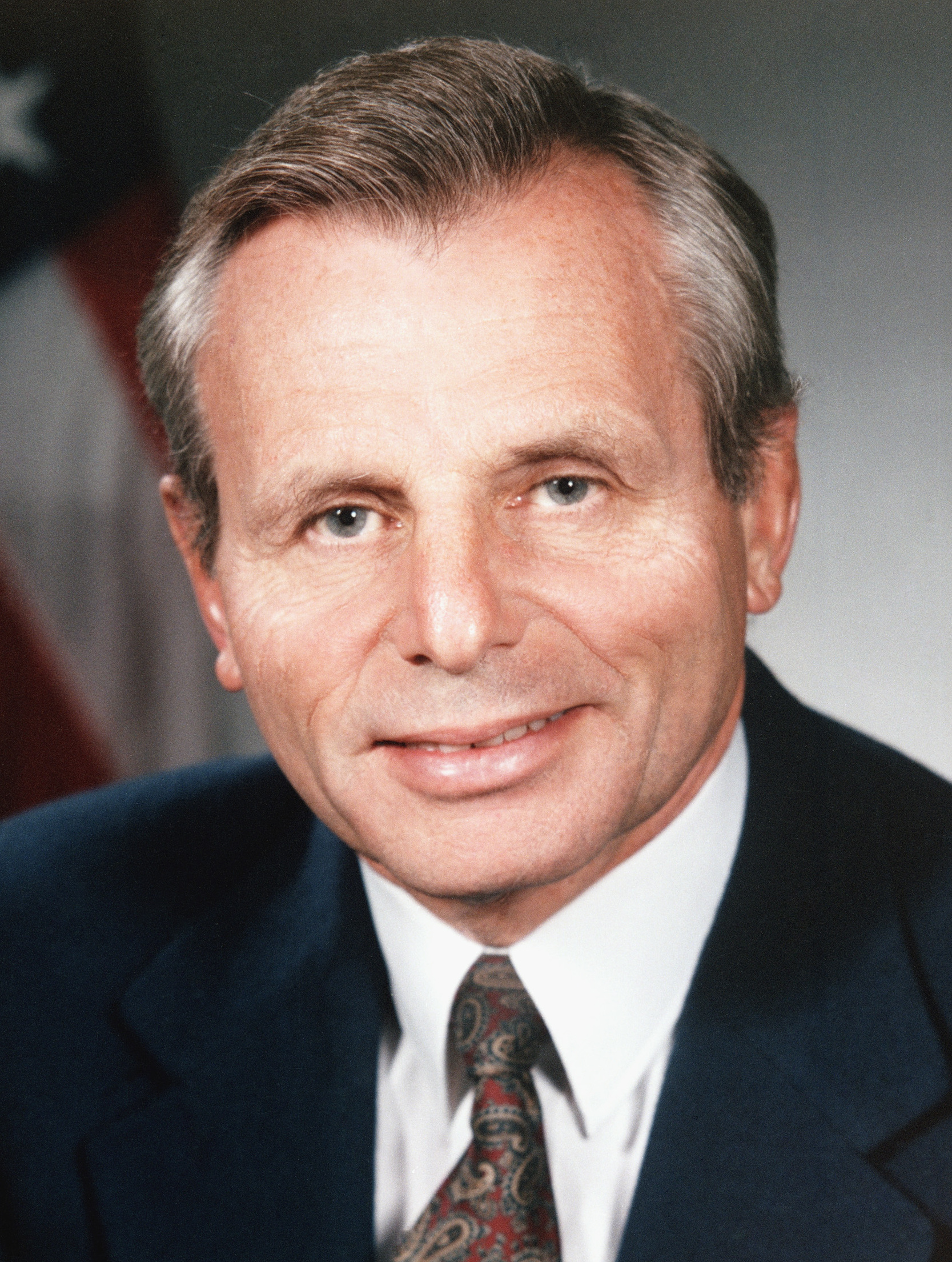
Frank Carlucci
3 juni

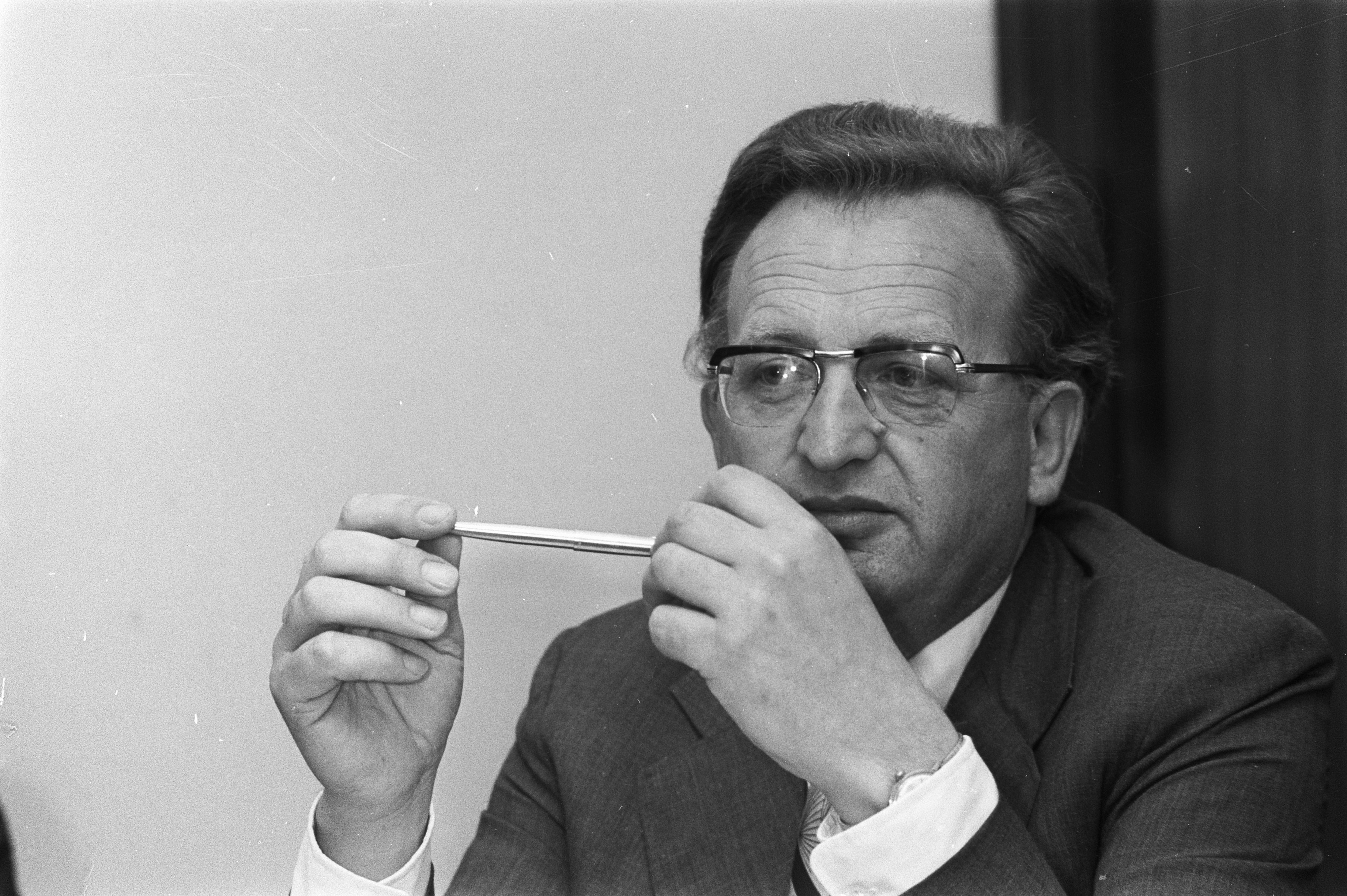
Jos Dijkhuis
4 juni

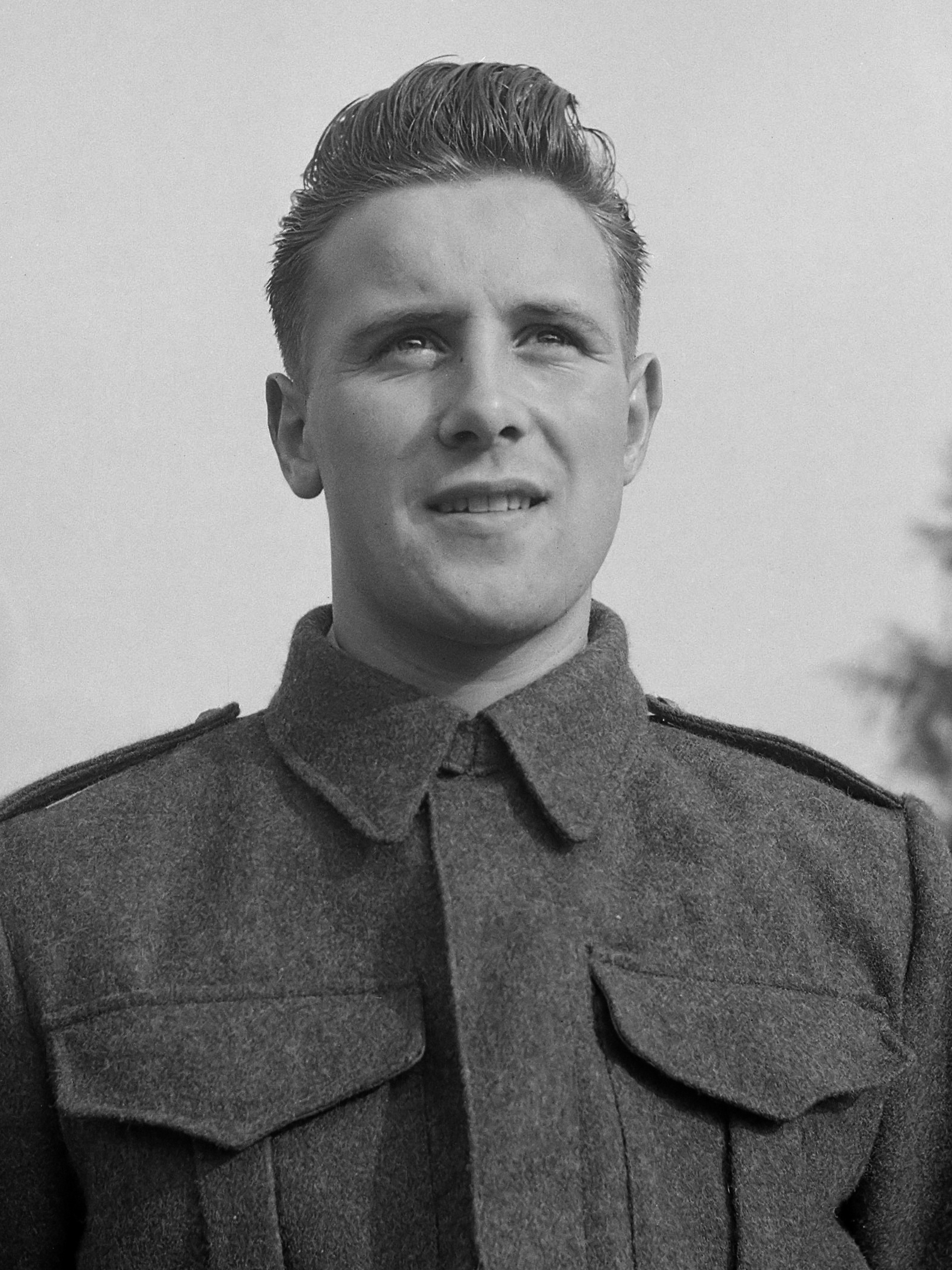
Tinus Bosselaar
6 juni

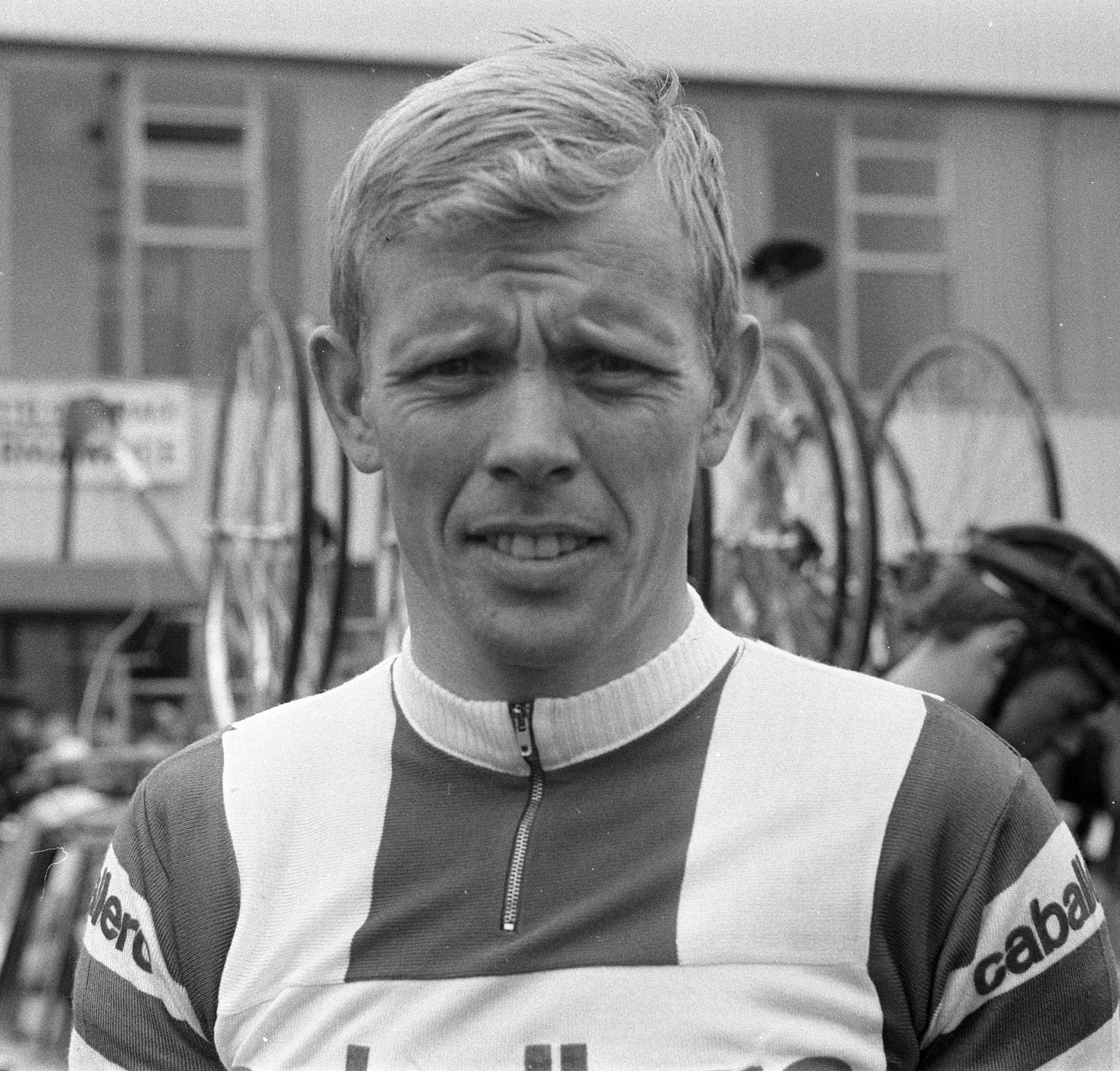
Arie den Hartog
7 juni

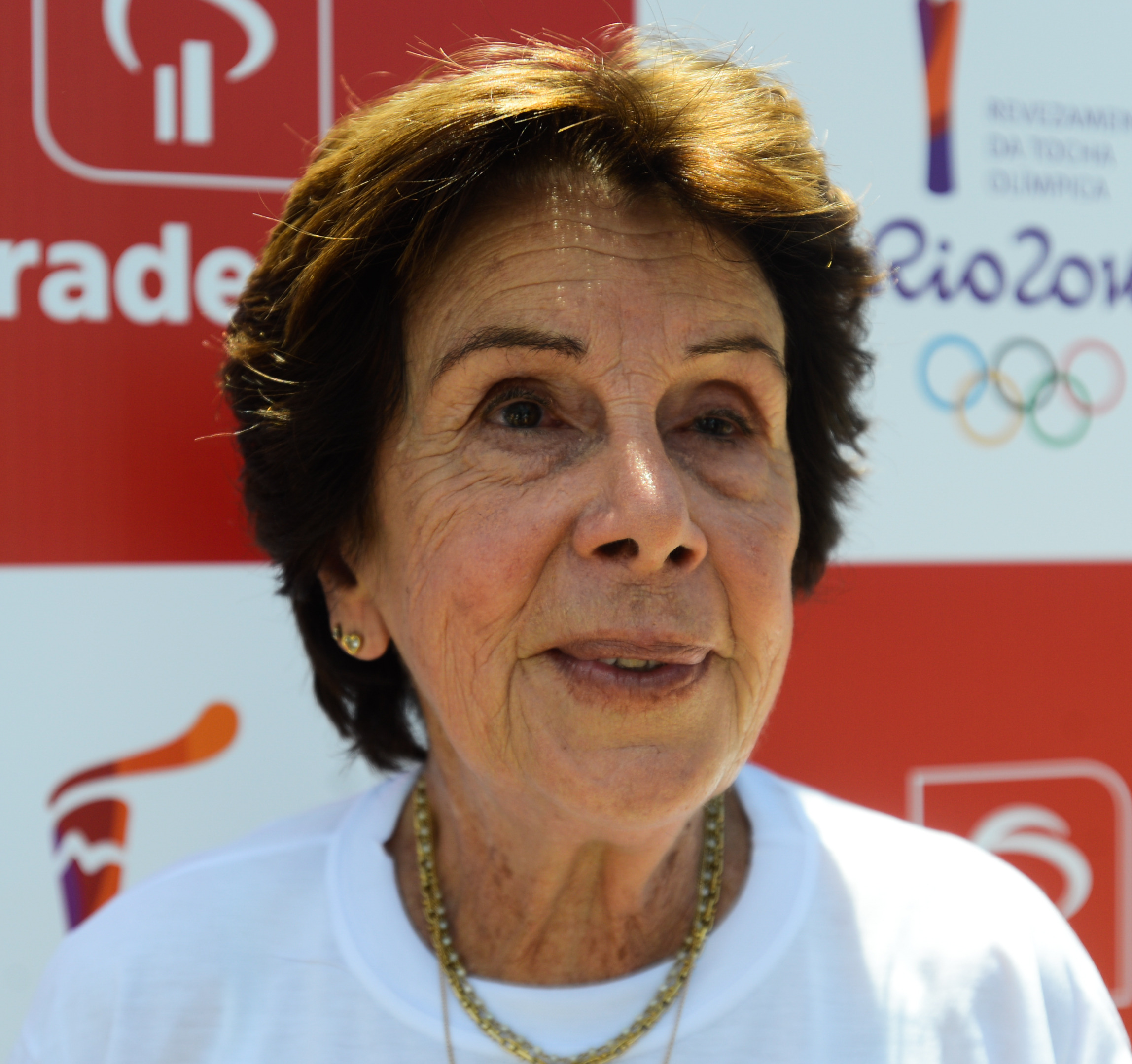
Maria Bueno
8 juni

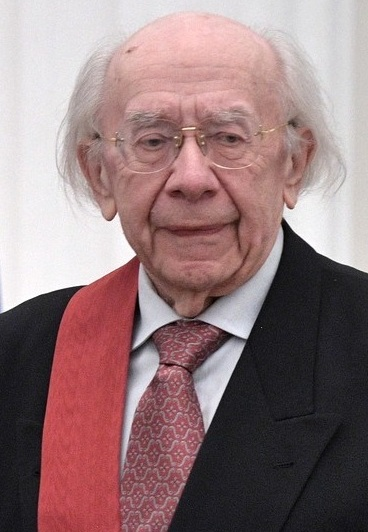
Gennadi Rozjdestvenski
16 juni

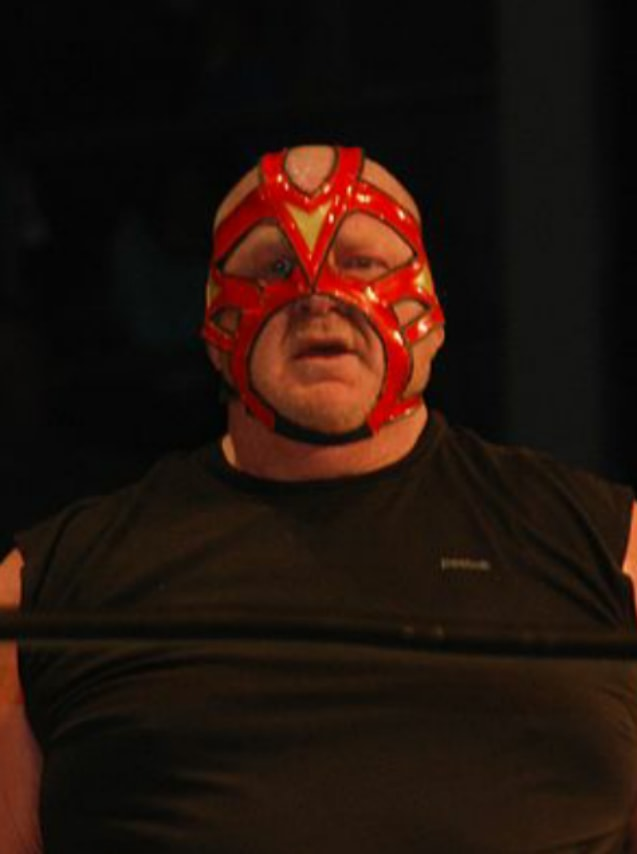
Big Van Vader
18 juni

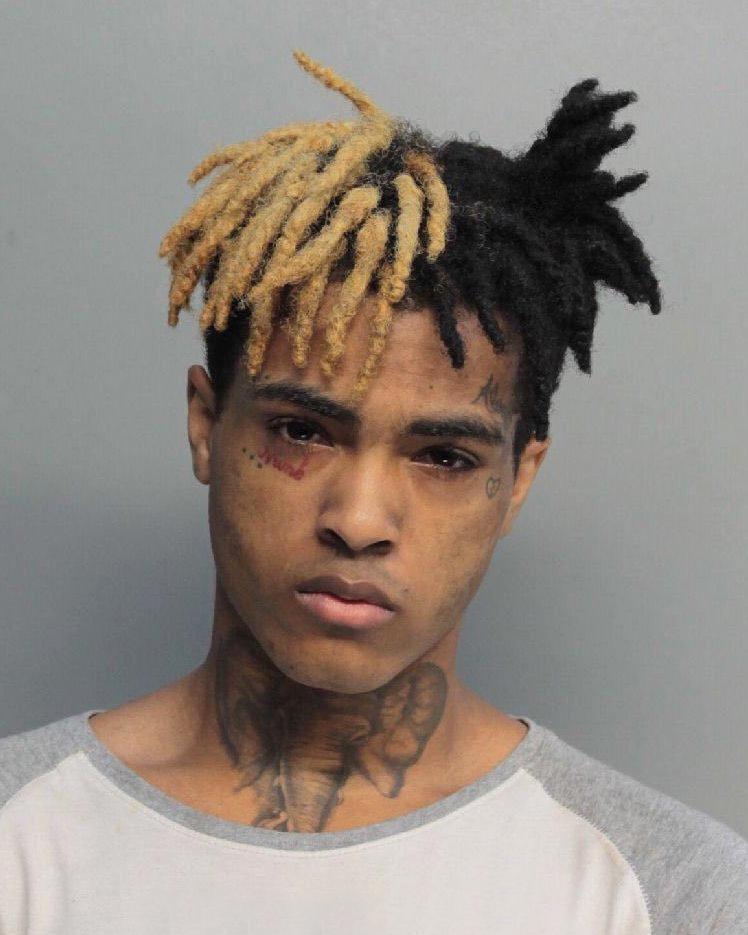
XXXTentacion
18 juni

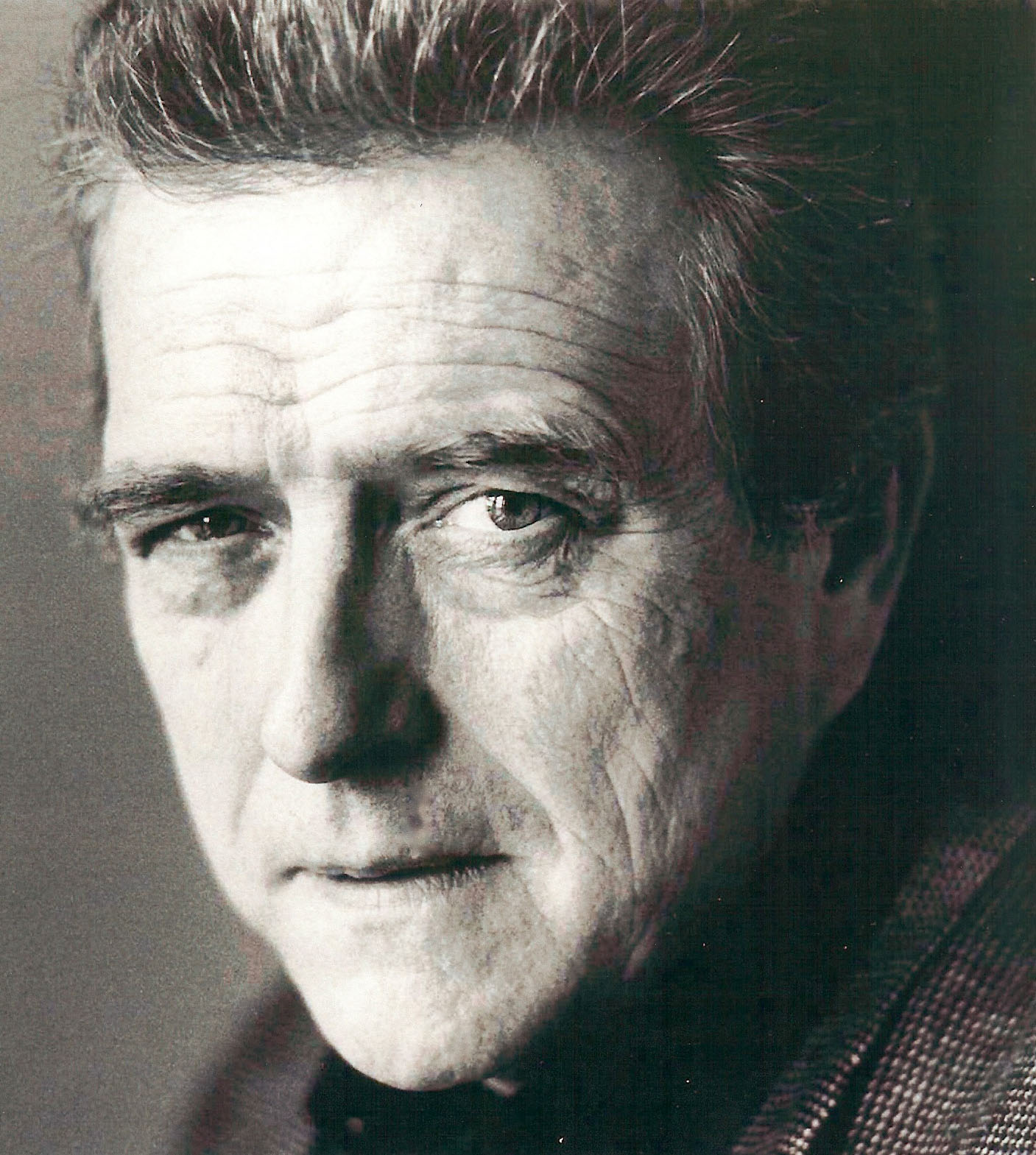
Stanley Anderson
24 juni

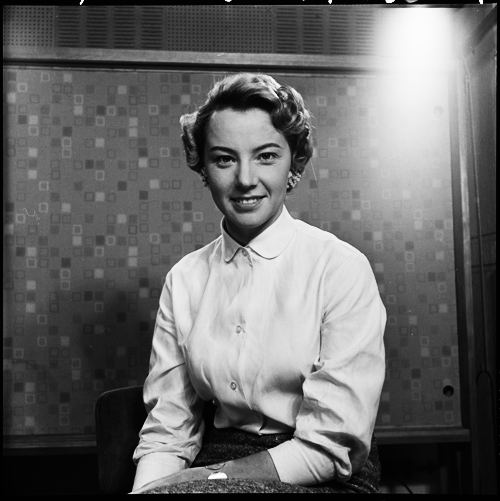
Karin Kraaykamp
25 juni

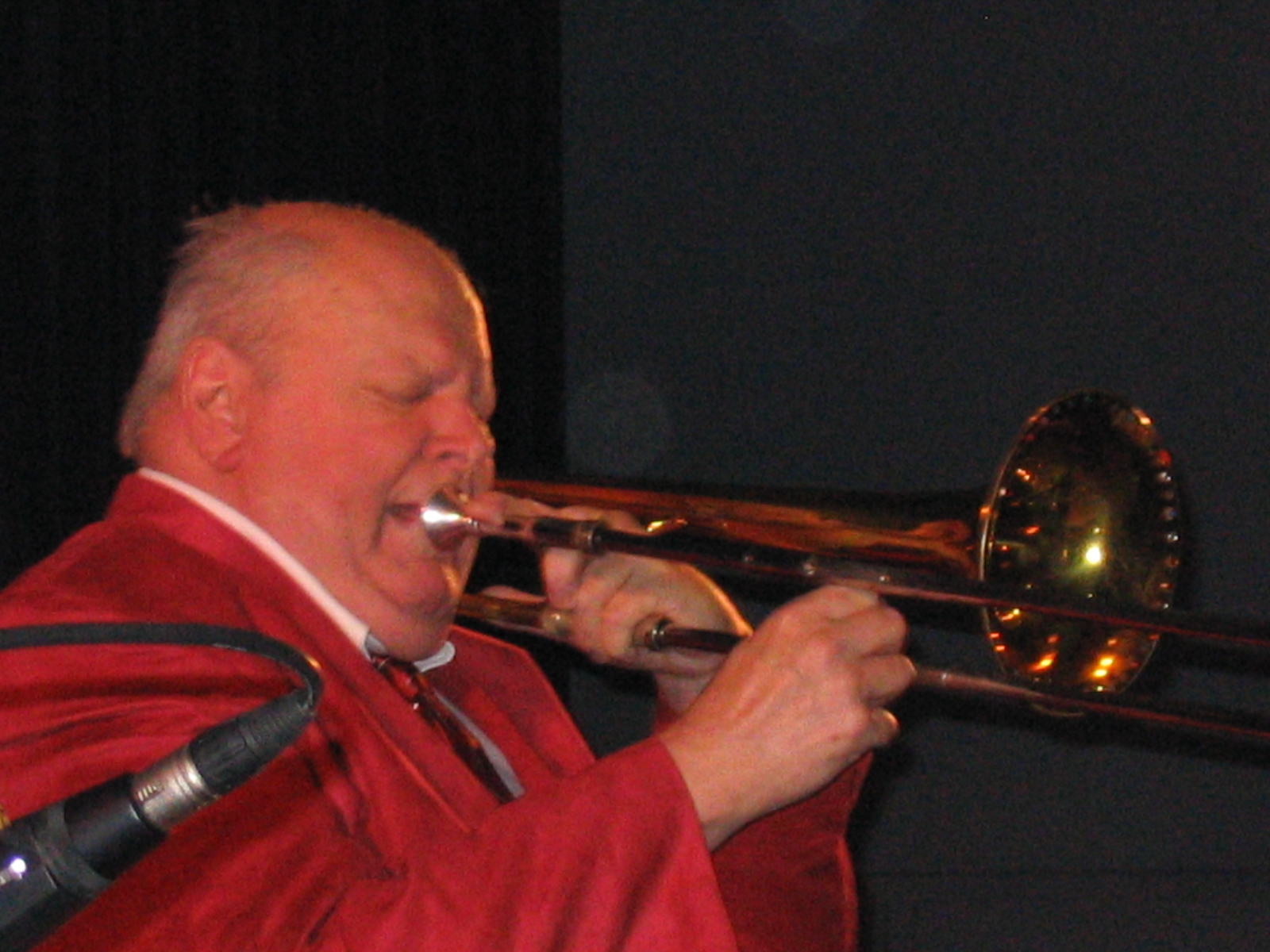
Big Bill Bissonnette
26 juni

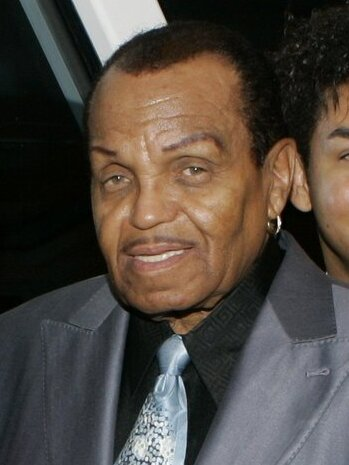
Joe Jackson
27 juni

| 1 | 2 | 3 | 4 | 5 | 6 | 7 | 8 | 9 | 10 | 11 | 12 | 13 | 14 | 15 | 16 | 17 | 18 | 19 | 20 | 21 | 22 | 23 | 24 | 25 | 26 | 27 | 28 | 29 | 30 |
| - | - | - | - | - | - | - | - | - | -- | -- | -- | -- | -- | -- | -- | -- | -- | -- | -- | -- | -- | -- | -- | -- | -- | -- | -- | -- | -- |

### 1 juni
- Eddy Clearwater (83), Amerikaans bluesmuzikant[1]
- Robert Clotworthy (87), Amerikaans schoonspringer[2]
- Jaap M. Hemelrijk (92), Nederlands archeoloog[3]
- Barbara Kafka (84), Amerikaans kookboekenschrijfster en culinair columniste[4]
- John Julius Norwich (88), Brits historicus en televisiepersoonlijkheid[5]

### 2 juni
- Paul D. Boyer (99), Amerikaans biochemicus[6]
- Emil Wolf (95), Amerikaans natuurkundige[7]

### 3 juni
- Miguel Obando Bravo (92), Nicaraguaans kardinaal[8]
- Frank Carlucci (87), Amerikaans politicus[9]

### 4 juni
- Jos Dijkhuis (89), Nederlands psycholoog[10]
- Georgann Johnson (91), Amerikaans actrice[11]
- Norman Edge (84), Amerikaans jazzmuzikant[12]
- Marc Ogeret (86), Frans zanger[13]
- Jalal Mansur Nuriddin (73), Amerikaans dichter[14]

### 5 juni
- Pierre Carniti (81), Italiaans politicus en vakbondsbestuurder[15]
- Kate Spade (55), Amerikaans modeontwerpster[16]

### 6 juni
- Tinus Bosselaar (82), Nederlands voetballer[17]
- Teddy Johnson (97), Brits zanger[18]
- Alan O’Neill (47), Iers-Amerikaans acteur[19]

### 7 juni
- David Douglas Duncan (102), Amerikaans fotograaf[20]
- Arie den Hartog (77), Nederlands wielrenner[21][22]
- Gena Turgel (95), Pools Holocaustoverlevende[23]
- Al Capps (79), Amerikaans musicus[24]

### 8 juni
- Per Ahlmark (79), Zweeds politicus en schrijver[25]
- Anthony Bourdain (61), Amerikaans kok, televisiepresentator en auteur[26]
- Maria Bueno (78), Braziliaans tennisspeelster[27]
- Freddy Eugen (77), Deens baanwielrenner[28]
- Eunice Gayson (90), Brits actrice[29]
- Danny Kirwan (68), Brits gitarist, zanger en songwriter[30]
- Jo Matti (92), Nederlands burgemeester[31]

### 9 juni
- Françoise Bonnot (78), Frans editor[32]
- Lorraine Gordon (95), Amerikaans jazzclubeigenares en politiek activiste[33]
- Reinhard Hardegen (105), Duits U-bootcommandant[34]
- Fadil Vokrri (57), Joegoslavisch voetbalspeler en -bestuurder[35]

### 10 juni
- Abdullah Haselhoef (49), Surinaams-Nederlands imam en schrijver[36]

### 11 juni
- Wayne Dockery (76), Amerikaans jazzbassist[37]
- Yvette Horner (95), Frans accordeoniste[38]
- Victoria Kalima (45), Zambiaans politicus[39]
- Adel Mahmoud (76), Egyptisch-Amerikaans medicus[40]
- Sam Segal (85), Nederlands bioloog en kunsthistoricus[41]
- André Wegener Sleeswijk (91), Nederlands hoogleraar[42]

### 12 juni
- José Carlos Bernardo (Zé Carlos) (73), Braziliaans voetballer[43]
- Jon Hiseman (73), Brits drummer[44]
- Ib Frederiksen (90), Deens politicus[45]

### 13 juni
- Myrtle Allen (94), Iers chef, restaurateur en hotelier[46]
- D.J. Fontana (87), Amerikaans muzikant[47]
- Rory Kiely (84), Iers politicus[48]
- Charles Vinci (85), Amerikaans gewichtheffer[49]

### 14 juni
- Jan Aarts (80), Nederlands hoogleraar wiskunde[50]
- Stanislaw Goworuchin (82), Russisch filmregisseur en politicus[51]
- Ettore Romoli (80), Italiaans politicus[52]

### 15 juni
- Enoch zu Guttenberg (71), Duits dirigent[53]
- Matt Murphy (88), Amerikaans bluesgitarist[54]
- Darío Villalba (79), Spaans kunstschilder, fotograaf en kunstschaatser[55]
- Raoul Van Caenegem (90), Belgisch hoogleraar en rechtshistoricus[56]

### 16 juni
- Martin Bregman (92), Amerikaans filmproducent[57]
- Gennadi Rozjdestvenski (87), Russisch dirigent[58]
- Richard Alan Greenberg (71), Amerikaans special effects-maker[59]

### 17 juni
- Toon Maas (81), Nederlands burgemeester[60]
- Rebecca Parris (66), Amerikaans jazzzangeres[61]

### 18 juni
- Big Van Vader (Leon Allen White) (63), Amerikaans worstelaar[62]
- XXXTentacion (Jahseh Dwayne Onfroy) (20), Amerikaans rapper[63]

### 19 juni
- Elisabeth van Denemarken (83), Deens prinses[64]
- Sergio Gonella (85), Italiaans voetbalscheidsrechter[65]
- Hubert Green (71), Amerikaans golfspeler[66]
- Piet Rossou (78), Nederlands politicus[67]

### 20 juni
- David Bianco (64), Amerikaans platenproducer[68]
- Dante Caputo (74), Argentijns politicus en diplomaat[69]
- Sándor Kányádi (89), Transsylvaans dichter[70]
- Peter Thomson (88), Australisch golfspeler en golfbaanontwerper[71]

### 21 juni
- Eric Albada Jelgersma (79), Nederlands ondernemer[72]
- Katriina Elovirta (57), Fins voetbalster en scheidsrechter[73]
- Édouard-Jean Empain (80), Belgisch industrieel[74]
- Hassan El Glaoui (93), Marokkaans kunstschilder[75]
- Armando Merodio (82), Spaans voetballer[76]

### 22 juni
- Deanna Lund (81), Amerikaans actrice[77]
- Geoffrey Oryema (65), Ugandees musicus[78]
- Vinnie Paul (54) Amerikaans drummer[79]

### 23 juni
- Roland Baar (53), Duits roeier[80]
- Alberto Fouilloux (77), Chileens voetballer[81]
- Donald Hall (89), Amerikaans dichter[82]
- Kim Jong-pil (92), Zuid-Koreaans premier[83]
- Koro Wētere (83), Nieuw-Zeelands politicus[84]

### 24 juni
- Stanley Anderson (78), Amerikaans acteur[85]
- Rod Hutchinson (73), Brits karpervisser en auteur[86]
- Pavel Vranský (97), Tsjechisch brigadegeneraal[87]

### 25 juni
- Richard Harrison (77), Amerikaans televisiepersoonlijkheid[88]
- Karin Kraaykamp (90), Nederlands omroepster[89]

### 26 juni
- Big Bill Bissonnette (81), Amerikaanse trombonist, drummer, zanger, bandleider en componist[90]
- Harold Davis (85), Schots voetballer[91]
- Rick DeVito (64), Nederlands zanger[92]
- Klaas Hendrikse (70), Nederlands predikant[93]
- Bo Nilsson (81), Zweeds componist, trompettist, schrijver[94]
- Phil Rodgers (80), Amerikaans golfspeler[95]
- Henri Diricx (90), Belgisch voetballer[96]

### 27 juni
- Ahron Daum (67), Israëlisch opperrabijn[97]
- Joe Jackson (89), Amerikaans artiestenmanager[98]
- Marjan Unger (72), Nederlands sieraadhistoricus[99]

### 28 juni
- Goran Bunjevčević (45), Servisch voetballer[100]
- Harlan Ellison (84), Amerikaans schrijver[101]
- Christine Nöstlinger (81), Oostenrijks schrijver[102]
- Marc Sluszny (56), Belgisch avonturier, sportman, gastspreker, mental coach en auteur (vermist sinds 28 juni)[103]

### 29 juni
- Kwesi Amissah-Arthur (67), Ghanees econoom en politicus[104]
- Arvid Carlsson (95), Zweeds wetenschapper en Nobelprijswinnaar[105]
- Matt Cappotelli (38), Amerikaans worstelaar[106]
- Jacques Madubost (74), Frans hoogspringer[107]
- María Luisa Mendoza (88), Mexicaans journalist, auteur en politicus[108]
- Liliane Montevecchi (85), Frans Italiaans actrice en ballerina[109]
- Derrick O’Connor (77), Iers acteur[110]
- Anthony Ray (80), Amerikaans acteur[111]
- Irena Szewińska (72), Pools atlete[112]

### 30 juni
- Smoke Dawg (21), Canadees rapper[113]
- Roy de Silva (80), Sri Lankaans regisseur[114]
- José Antonio Zaldúa (76), Spaans voetballer[115]

### Exacte datum niet bekend
- Steve Ditko (90), Amerikaans stripauteur en artiest (dood aangetroffen 29 juni)[116]

januari ·
februari ·
maart ·
april ·
mei ·
juni ·
juli ·
augustus ·
september ·
oktober ·
november ·
december
1900 ·
1901 ·
1902 ·
1903 ·
1904 ·
1905 ·
1906 ·
1907 ·
1908 ·
1909 ·
1910 ·
1911 ·
1912 ·
1913 ·
1914 ·
1915 ·
1916 ·
1917 ·
1918 ·
1919 ·
1920 ·
1921 ·
1922 ·
1923 ·
1924 ·
1925 ·
1926 ·
1927 ·
1928 ·
1929 ·
1930 ·
1931 ·
1932 ·
1933 ·
1934 ·
1935 ·
1936 ·
1937 ·
1938 ·
1939 ·
1940 ·
1941 ·
1942 ·
1943 ·
1944 ·
1945 ·
1946 ·
1947 ·
1948 ·
1949 ·
1950 ·
1951 ·
1952 ·
1953 ·
1954 ·
1955 ·
1956 ·
1957 ·
1958 ·
1959 ·
1960 ·
1961 ·
1962 ·
1963 ·
1964 ·
1965 ·
1966 ·
1967 ·
1968 ·
1969 ·
1970 ·
1971 ·
1972 ·
1973 ·
1974 ·
1975 ·
1976 ·
1977 ·
1978 ·
1979 ·
1980 ·
1981 ·
1982 ·
1983 ·
1984 ·
1985 ·
1986 ·
1987 ·
1988 ·
1989 ·
1990 ·
1991 ·
1992 ·
1993 ·
1994 ·
1995 ·
1996 ·
1997 ·
1998 ·
1999 ·
2000 ·
2001 ·
2002 ·
2003 ·
2004 ·
2005 ·
2006 ·
2007 ·
2008 ·
2009 ·
2010 ·
2011 ·
2012 ·
2013 ·
2014 ·
2015 ·
2016 ·
2017 ·
2018 ·
2019 ·
2020 ·
2021 ·
2022 ·
2023 ·
2024 ·
2025